# Старосілля (Білгород-Дністровський район)
Старосі́лля — село в Україні, у Петропавлівській сільській громаді Білгород-Дністровського району Одеської області. Населення становить 1634 особи.

## Історія
Указом Президії Верховної Ради УРСР від 14.11.1945 року перейменували село Стара Формушика Бородінського району Ізмаїльської області в село Старосілля та Староформушицьку сільську раду в Старосільську.
17 липня 2020 року, в результаті адміністративно-територіальної реформи та ліквідації Саратського району, село увійшло до складу Білгород-Дністровського району.

## Населення
Згідно з переписом УРСР 1989 року чисельність наявного населення села, яке тоді входило до складу Тарутинського району, становила 1597 осіб, з яких 738 чоловіків та 859 жінок.
За переписом населення України 2001 року в селі мешкали 1634 особи.

### Мова
Розподіл населення за рідною мовою за даними перепису 2001 року:
| Мова       | Відсоток |
| ---------- | -------- |
| румунська  | 96,94 %  |
| російська  | 1,53 %   |
| українська | 0,98 %   |
| болгарська | 0,43 %   |
| білоруська | 0,06 %   |